# Klaus Clausmeyer
Klaus Clausmeyer, geboren als Klaus Eduard Karl Meyer, ab Juli 1916 Eduard Karl Claus-Meyer (* 2. März 1887 in München; † 11. März 1968 in Düsseldorf) war ein deutscher Maler und Sammler.

## Leben
Zu Lebzeiten war der älteste Sohn des Genremalers Claus Meyer als Porträtist und Darsteller großformatiger Gesellschaftsszenen gefragt. Während des Ersten Weltkrieges beschloss Clausmeyer, buddhistische Kunst zu sammeln (in den Ruinen einer umkämpften Straße in Belgien rollte ihm ein Buddhakopf vor die Füße). Später legte er seinen Sammlungsschwerpunkt auf Afrika und Ozeanien. Seine Objekte füllten jeden Winkel seiner Atelier-Wohnung in Düsseldorf aus.
1966 unterzeichnete er einen Vertrag, durch den seine Sammlung zum Besitz der Stadt Köln wurde. Die Stadt verpflichtete sich, die Sammlung wissenschaftlich zu bearbeiten und publizieren zu lassen. Die Sammlung gelangte in die Bestände des Kölner Rautenstrauch-Joest-Museums; sie umfasst etwa 1000 Objekte aus Afrika und Ozeanien und weitere Objekte aus verschiedenen Teilen Asiens. Berühmte Werke aus der Sammlung werden in alle Welt ausgeliehen und sind in zahlreichen Publikationen als Paradebeispiele afrikanischer und ozeanischer Kunst abgebildet.
Es ist bekannt, dass Clausmeyer einen eigenwilligen Umgang mit seinen Objekten pflegte und teilweise Veränderungen an ihnen vornahm: Er hängte etwa einer heute berühmten Figur eines polynesischen „Fischergottes“ einen Pottwalzahn um den Hals oder er arbeitete eine Schädeltrophäe aus Polynesien mit Fensterkitt zu einem melanesischen Ahnenschädel um. Derartige Eingriffe wurden von den Restauratoren des Rautenstrauch-Joest-Museums rückgängig gemacht. Auf Clausmeyers eigenes künstlerisches Werk hatten die außereuropäischen Kulturen keinen nachweisbaren Einfluss.